# Jerome Hanus
Jerome George Hanus O.S.B. (ur. 26 maja 1940 w Brainard) – amerykański duchowny katolicki, benedyktyn, arcybiskup metropolita Dubuque w latach 1995-2013.
Na chrzcie otrzymał imię George. Jerome to imię, które przybrał po wstąpieniu do zakonu benedyktynów w Conception w Missouri. W tamtejszym seminarium przygotowywał się do kapłaństwa od roku 1961. Ordynowany dnia 30 lipca 1966 przez abpa Geralda Bergana, ówczesnego metropolitę Omaha. Został następnie wysłany na dalsze studia do Rzymu i Borough of Princeton w New Jersey. Po ich ukończeniu wykładał w swym rodzimym seminarium. W roku 1977 został opatem Opactwa Niepokalanego Poczęcia w Conception. W latach 1984–1987 przewodził Szwajcarsko-Amerykańskiej Konferencji Benedyktynów.
6 lipca 1987 otrzymał nominację na biskupa diecezji Saint Cloud. Sakry udzielił mu abp St. Paul i Minneapolis John Robert Roach. Służył tam przez siedem lat, po czym przeniesiony został na urząd koadiutora arcybiskupa Dubuque w dniu 23 sierpnia 1994. 16 października 1995 przejął sukcesję po odchodzącym na emeryturę poprzedniku. 
Jego rezygnacja została przyjęta 8 kwietnia 2013 roku.